# Ossature bois à plateforme

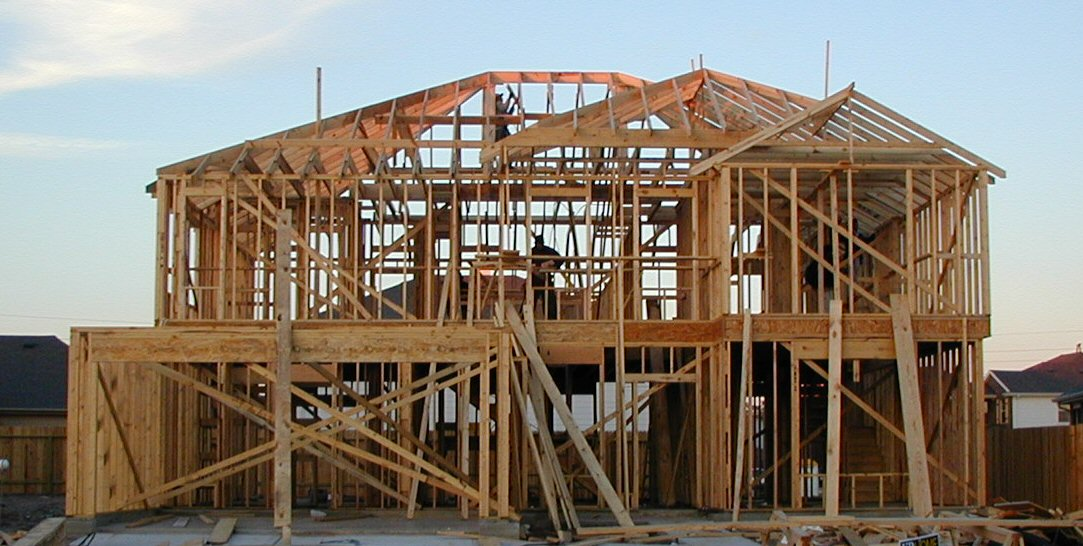
Exemple de maison à ossature-bois au Texas, États-Unis d'Amérique

 (mars 2023).
Si vous disposez d'ouvrages ou d'articles de référence ou si vous connaissez des sites web de qualité traitant du thème abordé ici, merci de compléter l'article en donnant les références utiles à sa vérifiabilité et en les liant à la section « Notes et références ».
L'ossature bois à plateforme est la technique de construction à ossature bois la plus utilisée dans le monde, en particulier en Amérique du Nord, en Australie, en Suède, au Japon et en France. Ce système s'inspire de deux modes de construction :
- d'une part, les maisons à colombage construites par la méthode des bois courts : l'ossature ne fait qu'un étage et le plancher du premier sert de plate-forme pour la construction de l'étage suivant ;
- d'autre part, les maisons fabriquées selon le système balloon frame : les pièces de bois sont de faible section et les montants sont très rapprochés.

## Historique
Ce mode de fabrication est contemporain. Il s'est surtout développé avec l'apparition des panneaux dérivés du bois et des systèmes d'assemblage (connecteurs, crampons, pointes torsadées…) au milieu du XXe siècle.

## Principe
Les montants de l'ossature ont une longueur équivalente à la hauteur de l'étage. Ils sont espacés de 40 à 60 cm et sont fixés sur des lisses basses et hautes ou sablière par clouage. Les pièces de bois ont une section minimale de 100 × 36 mm. Les niveaux sont autonomes : le premier peut être monté sur une dalle en béton ou en bois qui sert de plate-forme pour monter le niveau suivant. La sablière supporte les solives du plancher de l'étage supérieur. Le plancher monté peut ensuite recevoir l'ossature du deuxième niveau. Le dernier niveau reçoit la charpente (dans la majorité des cas industrialisée).
La structure est ensuite recouverte et équipée de divers éléments pour assurer l'étanchéité et l'isolation thermique et acoustique de la paroi. De l'intérieur vers l'extérieur, la paroi est recouverte d'un revêtement de finition telle qu'une plaque de parement en plâtre cartonné ou du lambris, puis d'un film pare-vapeur. Une lame d'air peut être aménagée pour le passage des gaines et tuyaux. Un isolant thermique est disposé dans l'espace situé entre les montants.
Pour contreventer l'édifice, un voile en panneaux dérivés de bois (panneaux OSB ou de particules) sont cloués ou vissés sur les pièces de l'ossature. Pour parfaire l'étanchéité à la pluie et au vent, un pare-pluie est disposé devant le voile de contreventement. Ensuite, des tasseaux sont fixés sur le voile au droit des montants. La lame d'air créée par les liteaux assure la circulation de l'air permettant le séchage d'éventuelles condensations au dos du revêtement extérieur. Ce revêtement peut être un bardage en bois massif ou de la brique, un enduit hydraulique sur support, un revêtement plastique épais sur panneau bois ou tout autre matériau.

## Points forts
- Méthode de construction souple, offrant davantage de possibilités architecturales que les bâtiments construits sur le principe du balloon frame.
- Système de construction économique.
- Possibilité de construire les panneaux en usine pour limiter le travail sur le chantier.
- Méthode également adaptée aux petites entreprises avec la technique du « précoupé ». les pièces sont prédécoupées aux dimensions standard et la maison est entièrement montée sur le chantier

## Limites
- Méthode libérant moins de volume que l'ossature poteaux-poutres.